# Ніконов Володимир Борисович
Володимир Борисович Никонов (рос. Владимир Борисович Никонов; 1905-1987) — радянський астроном, онук В.М.Бехтерєва.

## Біографія
Народився в Санкт-Петербурзі. Його батько, Борис Павлович Никонов, був письменником, поетом, драматургом, істориком культури і театральним критиком, мати — О.В.Бехтерєва-Никонова, була хірургом і старшою дочкою В.М.Бехтерєва.
У 1925 закінчив Ленінградський університет. У 1925-1926 працював обчислювачем у Головній геофізичній обсерваторії в Ленінграді, в 1929-1936 — старший науковий співробітник Астрономічного інституту (нині — Інститут теоретичної астрономії РАН), у 1936-1944 — завідувач відділом астрофізики цього інституту. З 1945 працював у Кримській астрофізичній обсерваторії АН СРСР (з 1955 — завідувач відділом фізики зір, у 1958 році очолив відділ фізики зірок і галактик і керував ним до 1985).
Основні праці в області зоряної електрофотометрії. Ним були розроблені і під його керівництвом виготовлені перші в СРСР зоряний електрофотометр для спостереження зірок і електромікрофотометр для точної обробки фотографічних знімків зірок. У 1948 спільно з А.А.Калиняком та В.І.Красовським отримав перші зображення центральних областей Галактики в інфрачервоних променях. Брав участь у роботах експедицій з вибору місця для Кримської астрофізичної обсерваторії і в її створенні. Очолював Комітет з будівництва 2,6-метрового телескопу. Раніше брав участь у виборі місця для спорудження Абастуманської астрофізичної обсерваторії АН ГРСР, а потім в її обладнанні і розробці наукової програми.  Очолював астрофізичну експедицію в Чилі зі спостереження зірок південного півкулі.
Лауреат премії ім. Ф.Бредіхіна АН СРСР за роботу «Досвід побудови фундаментального каталогу фотоелектричних колірних еквівалентів зірок спектральних типів В8 і В9» (1950); лауреат Державної премії СРСР (1971).
На честь ученого названий астероїд 2386 Ніконов.